# 哈薩韋派因斯 (加利福尼亞州)
哈薩韋派因斯（英語：Hathaway Pines）是位於美國加利福尼亞州卡拉韋拉斯縣的一個非建制地區。該地的面積和人口皆未知。

## 地理
哈薩韋派因斯的座標為38°11′31″N 120°21′56″W / 38.19194°N 120.36556°W，而該地的平均海拔高度為1013米（即3323英尺）。